# Boogie Woogie LOVE / 戀愛是磁鐵 / Ranrarun 〜為你瘋狂〜
《Boogie Woogie LOVE / 戀愛是磁鐵 / Ranrarun 〜為你瘋狂〜》（ブギウギLOVE / 恋はマグネット / ランラルン 〜あなたに夢中〜）是日本女子偶像組合Country Girls的第3張單曲，於2016年3月9日由zetima發售。

## 概要
- 《Boogie Woogie LOVE / 戀愛是磁鐵 / Ranrarun 〜為你瘋狂〜》是Country Girls第一張3A單曲。
- 此單曲是成員船木結、梁川奈奈美加入後首張單曲，亦是成員稲場愛香的最後一張單曲。
- A面曲《Ranrarun 〜為你瘋狂〜》是Linda Scott歌曲《I've Told Every Little Star》的日本語版本，亦是Country Girls第1首翻唱歌曲。
- 此單曲共有4個版本，分別為「初回生產限定盤A - C」和「通常盤A - C」。「初回生產限定盤A」收錄了《Boogie Woogie LOVE》的PV；「初回生產限定盤B」收錄了《戀愛是磁鐵》的PV；「初回生產限定盤C」收錄了《Ranrarun 〜為你瘋狂〜》的PV。
- 在3月21日於Oricon公信榜单曲週榜取得第2名。

## 收錄內容

### CD（初回生產限定盤、通常盤）
1. Boogie Woogie LOVE
（作詞：三浦徳子、作曲：星部ショウ、編曲：菊谷知樹、竹上良成）
2. 戀愛是磁鐵
（作詞：井筒日美、作曲：Yasushi Watanabe、編曲：Yasushi Watanabe）
3. Ranrarun ～為你瘋狂～
（作詞：Kern Jerome、作曲：加藤裕介）
4. Boogie Woogie LOVE（Instrumental）
5. 戀愛是磁鐵（Instrumental）
6. Ranrarun ～為你瘋狂～（Instrumental）

### DVD（初回生產限定盤A）
1. Boogie Woogie LOVE（Music Video）

### DVD（初回生產限定盤B）
1. 戀愛是磁鐵（Music Video）

### DVD（初回生產限定盤C）
1. Ranrarun ～為你瘋狂～（Music Video）

## 外部連結
- Country Girls官方網站（页面存档备份，存于）（日語）
- YouTube上的《Boogie Woogie LOVE》PV
- YouTube上的《戀愛是磁鐵》PV
- YouTube上的《Ranrarun ～為你瘋狂～》PV